# خوان دي لا غارزا
خوان دي لا غارزا (بالإسبانية: Juan de la Garza)‏ هو منافس ألعاب قوى مكسيكي، ولد في 20 سبتمبر 1961 في مونكلوفا في المكسيك.

## وصلات خارجية
- خوان دي لا غارزا على موقع الاتحاد الدولي لألعاب القوى (الإنجليزية)
- خوان دي لا غارزا على موقع أوليمبيديا (الإنجليزية)